# Petrignano
Petrignano è una frazione del comune di Assisi (PG).
Si trova sulla destra del fiume Chiascio, a 212 m s.l.m. e a 8 km a nord ovest di Assisi. Secondo i dati Istat del 2001 ha 2 536 abitanti (petrignanesi).

## Storia
Le più antiche notizie che si abbiano della località di Petrignano risalgono all'incirca all'anno Mille. Il nome attuale del paese deriva da "Petronianum" (e cioè "possedimento di San Pietro"), il quale, sul modello dei toponimi latini di origine prediale, sta ad indicare l'insieme dei beni assegnati al monastero benedettino di San Pietro di Perugia. Il più antico documento che accenni a Petrignano è un atto del 1027, col quale Corrado II il Salico, per intercessione del Papa Giovanni XIX, prendeva sotto la propria protezione il monastero perugino e ne confermava i beni, tra cui veniva indicata anche la chiesa di San Pietro con le sue pertinenze. Nel 1232 era abitato da circa 200 persone. Nel XIII secolo vennero costruiti un ponte sul Chiascio e il castello, entrambi oggetto di aspre contese tra Perugia ed Assisi. Nel XVI secolo, dopo una delle tante distruzioni del ponte esisteva solo una barca per traghettare gli abitanti da una riva all'altra del fiume.
Qui nacque il generale Luigi Masi, eroe risorgimentale, protagonista dell'assalto alla rocca di Narni nel 1860.
Il ponte, ricostruito stabilmente nel 1875, fu distrutto dai tedeschi in ritirata il 17 giugno 1944 e poi ricostruito nella sua forma attuale nel 1945.
A partire dal 1957, con la "Legge Speciale per Assisi" (che assicurava sgravi speciali alle imprese che si fossero trasferite in questa zona), qui si insediarono industrie di importanza nazionale come la Colussi e la Mignini, grazie alle quali Petrignano conobbe un forte sviluppo industriale e demografico.

## Economia
Prolifico centro industriale, nel suo territorio sorgono molte imprese, tra le quali si ricordano la Colussi, la Mignini Mangimi e la Binova. L'area circostante il paese viene utilizzata per il prelievo di acqua potabile tramite pozzi artesiani, per servire gli usi civili del comprensorio perugino.

## Monumenti e luoghi d'interesse
- Castello (XIII secolo)

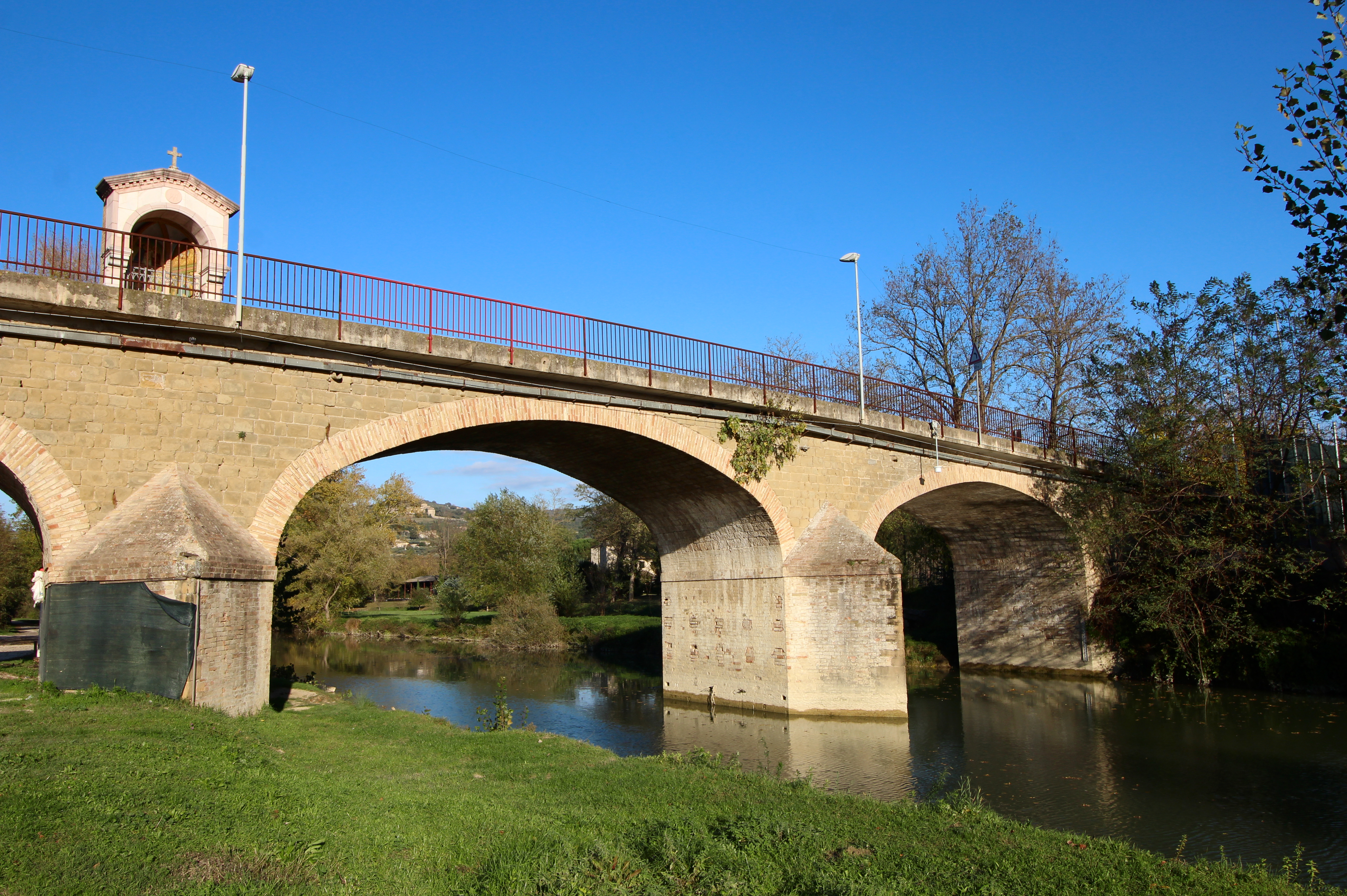
Il ponte sul Chiascio

- Chiesa parrocchiale di San Pietro apostolo costruita nel 1791 e consacrata nel 1817. All'interno sono conservati: un affresco staccato raffigurante una Madonna col Bambino in una gloria di serafini tra i santi Sebastiano e Rocco (1502) di scuola del Perugino; una tela raffigurante una Madonna col Bambino e san Vitale eremita (1639).
- Campanile in tipico stile umbro, contenente 4 bronzi fusi da Raffaello Magni di Lucca tra il 1886 e il 1908
- Chiesa della Madonuccia, detta anche "Madonna di Farina" o "Madonna del Trivio" (XVII secolo).
- ex-Chiesa di san Carlo, oggi sala polivalente.
- Chiesa di Santa Maria Assunta (1868), cappella cimiteriale, all'interno della quale è conservata una tela con la Morte di santo Stefano (XVII secolo) di Cesare Sermei.
- Piazza Luigi Masi su cui affaccia la casa natale dello stesso eroe risorgimentale.
- Monumento a Luigi Masi (1890).
- Ponte sul Chiascio (1945).
- Monumento al Samaritano, collocato in Via Indipendenza.

## Eventi e manifestazioni
- Presepe vivente, rappresentato dal 1978 nel castello, durante le festività Natalizie, con figuranti in costume e scene di vita quotidiana d'epoca.
- Gare di tiro con il ruzzolone, si svolgono ogni domenica, durante il periodo di Carnevale, da oltre 140 anni.
- Motoraduno Internazionale "Giro Dell'Umbria ", rappresentato dal 1980
- Sagra dello stinco e della birra tutti gli anni nel mese di giugno dal 1990

## Sport

### Impianti sportivi
- Campo di calcio in erba sintetica.
- Palestra per la pallavolo.

## Associazioni sportive
- Volley '86, che ha squadre femminili che vanno dal Mini Volley all'Under 16
- A.S.D. Petrignano 1972, società calcistica militante nel campionato di Promozione umbra.
- U.C. Petrignano: società ciclistica fondata nel 1995. Organizza ogni anno diverse gare ciclistiche, tra cui quella su strada per le categorie giovanili Trofeo Maurizio Meschini – Trofeo Silvio Guerciolini "il Citto" - Memorial Duilio Barili e la gara di mountainbike per le categorie amatoriali Petrignano Bike (prova del circuito Umbria Challenge).
- F.C. Petrignano (UISP), vincitori della coppa Umbra nel 2008
- Motoclub Jarno Saarinen fondato nel 1977.
- Asd Lancio del Formaggio
- Asd Karate Italy